# Warren S. Dungan
Warren Scott Dungan (* 17. September 1822 in Frankfort Springs, Beaver County, Pennsylvania; † 9. Mai 1913 in Chariton, Iowa) war ein US-amerikanischer Politiker. Zwischen 1894 und 1896 war er Vizegouverneur des Staates Iowa.

## Werdegang
Warren Dungan besuchte die öffentlichen Schulen seiner Heimat. Danach ging er für einige Jahre in den Süden, wo er in Louisiana und Mississippi als Lehrer unterrichtete. Nach einem Jurastudium und seiner 1855 erfolgten Zulassung als Rechtsanwalt begann er in Pennsylvania in diesem Beruf zu arbeiten. Wenig später zog er nach Chariton in Iowa, wo er weiterhin als Anwalt praktizierte. Politisch schloss er sich der Republikanischen Partei. 1862 gehörte er dem Senat von Iowa an. Im selben Jahr trat er vor dem Hintergrund des Bürgerkrieges in das Heer der Union ein. Dabei stellte er eine eigene Kompanie auf, die er als Hauptmann befehligte. Im weiteren Verlauf erreichte er den offiziellen Rang eines Oberstleutnants und eines Brevet-Obersts. Während des Krieges nahm er an mehreren Schlachten teil. Am 15. Juli 1865, wenige Monate nach Kriegsende, schied Dungan aus dem Militärdienst aus.
Nach dem Krieg setzte er seine juristische Tätigkeit fort. Im Juni 1872 nahm er als Delegierter an der Republican National Convention in Philadelphia teil, auf der Präsident Ulysses S. Grant zur Wiederwahl nominiert wurde. Bei den folgenden Präsidentschaftswahlen war er offizieller Wahlmann für Grant. In den folgenden Jahren war er sowohl Abgeordneter im Repräsentantenhaus als auch Mitglied des Senats von Iowa. 1894 wurde Dungan an der Seite von Frank D. Jackson zum Vizegouverneur von Iowa gewählt. Dieses Amt bekleidete er zwischen 1894 und 1896. Dabei war er Stellvertreter des Gouverneurs und Vorsitzender des Staatssenats. Anschließend fungierte er zwei Jahre lang als Bezirksstaatsanwalt im Lucas County. Er starb am 9. Mai 1913 in Chariton.